# 勒屈安
勒屈安（法語：Le Cuing，法語發音：[lə kɥɛ̃]）是法国上加龙省的一个市镇，属于圣戈当区。

## 地理
勒屈安（43°8'43"N, 0°36'42"E）面积13.05 平方千米，位于法国奧克西塔尼大區上加龙省，该省份为法国西南部内陆省份，西南端与西班牙接壤，自此顺时针与上比利牛斯省、热尔省、塔恩-加龙省、塔恩省、奥德省和阿列日省接壤。
与勒屈安接壤的市镇（或旧市镇、城区）包括：博尔德德里维耶尔、克拉拉克、拉罗克、洛德、卢代、蓬拉-塔耶堡、圣伊尼昂、圣普朗卡尔、索和波马雷德。

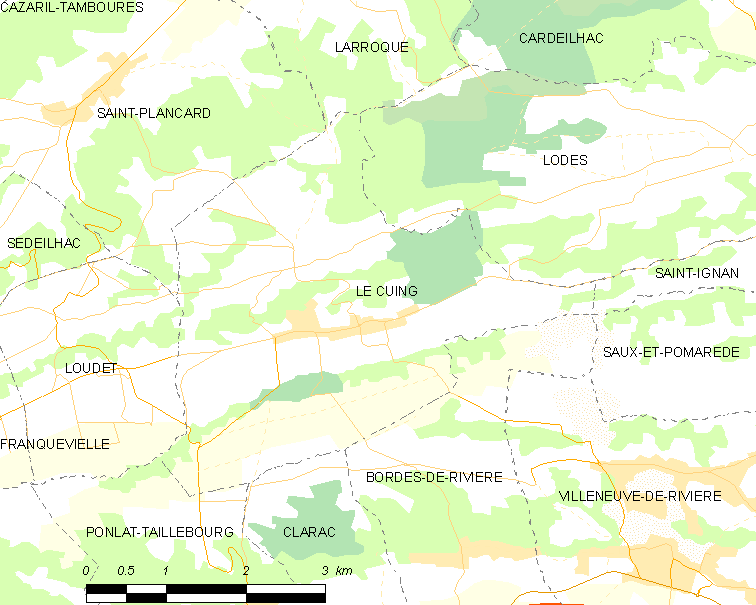
勒屈安的OSM定位图

勒屈安的时区为UTC+01:00、UTC+02:00（夏令时）。

## 行政
勒屈安的邮政编码为31210，INSEE市镇编码为31159。

## 政治
勒屈安所属的省级选区为圣戈当县。

## 人口

1962-2008年间勒屈安人口变化图示

勒屈安于2022年1月1日时的人口数量为479人。